# Desa Purwodadi (administrativ by i Indonesien, Jawa Tengah, lat -7,83, long 110,00)
Desa Purwodadi är en administrativ by i Indonesien.   Den ligger i provinsen Jawa Tengah, i den västra delen av landet, 400 km sydost om huvudstaden Jakarta.